# Crudia acuta
Crudia acuta är en ärtväxtart som beskrevs av De Wit. Crudia acuta ingår i släktet Crudia, och familjen ärtväxter. Inga underarter finns listade i Catalogue of Life.